# عضلة موترة متسعة وسطانية
الموترة المتسعة الوسطانية هي عضلة في الحيز الأمامي من الفخذ، تقع بين المتسعة الوسطية والمتسعة الوحشية. تم الإبلاغ عن هيكل العضلة سابقًا لكن لم يتم وصفه أو توضيحه في أيًا من المراجع. أُعطيت مصطلح الموترة المتسعة الوسطانية في عام 2016.

## الهيكل
تنشأ العضلة الموترة المتسعة الوسطانية من الجزء القريب من عظم الفخذ على وجه التحديد من الجزء الأمامي من المدور الكبير. تقع أمام العضلة المتسعة الوسطية ولكنها عميقة في العضلة المستقيمة الفخذية. يرتبط الجزء الوتري من العضلة ارتباطًا وثيقًا بسفاق العضلة المتسعة المتوسطة وفي بعض الأحيان يندمج معها، في الجانب الوحشي ينضم إلى وتر العضلة الرباعية الرؤوس ويدخل في الجانب الإنسي من الرضفة، يتم تغذيته من قبل العصب الفخذي والشريان الفخذي المنعطف الوحشي.

### الاختلافات
يتم تصنيف هذه العضلات إلى خمسة أنواع وفقًا للتشكل: النوع المستقل، والنوع السادس، والنوع VL، والنوع الشائع، والنوع ثنائي البطن. النوع المستقل من الموترة المتسعة الوسطانية -وهو أيضًا النوع الأكثر شيوعًا- له وتر يقع بين المتسعة المتوسطة والمتسعة الوحشية. بالنسبة للنوع السادس والنوع VL يتم دمج الجزء الوتري من العضلات في اللفافة المتسعة المتوسطة والمتسعة الوحشية على التوالي. بالنسبة للنوع الشائع يكون له أصل غير قابل للفصل بين الخط بين المدورين والمدور الكبير. يمكن العثور على بطونين منفصلين للعضلات لنوعين من البطن.

## الوظيفة
تتوتر العضلة الموترة المتسعة الوسطانية على سفاق العضلة المتسعة الوسيطة، كما تعمل على توسيط عمل العضلة.